# Музаффарабад
Музаффарабад (урду مظفر آباد, англ. Muzaffarabad) — адміністративний центр пакистанської території Азад Кашмір.

## Історія
Під час землетрусу 2005-го року в місті було зруйновано 80 % будівель.

## Географія
Висота центру НП становить 800 метрів над рівнем моря.

### Клімат
Місто знаходиться у зоні, котра характеризується вологим субтропічним кліматом. Найтепліший місяць — червень із середньою температурою 29.8 °C (85.7 °F). Найхолодніший місяць — січень, із середньою температурою 9.6 °С (49.2 °F).
| Клімат Музаффарабада    | Клімат Музаффарабада | Клімат Музаффарабада | Клімат Музаффарабада | Клімат Музаффарабада | Клімат Музаффарабада | Клімат Музаффарабада | Клімат Музаффарабада | Клімат Музаффарабада | Клімат Музаффарабада | Клімат Музаффарабада | Клімат Музаффарабада | Клімат Музаффарабада | Клімат Музаффарабада |
| Показник                | Січ.                 | Лют.                 | Бер.                 | Квіт.                | Трав.                | Черв.                | Лип.                 | Серп.                | Вер.                 | Жовт.                | Лист.                | Груд.                | Рік                  |
| Середній максимум, °C   | 15,9                 | 17,6                 | 22,3                 | 28,1                 | 33,1                 | 37,6                 | 34,8                 | 33,8                 | 33,3                 | 29,8                 | 23,9                 | 17,7                 | 27,3                 |
| Середня температура, °C | 9,6                  | 11,4                 | 15,9                 | 21,1                 | 25,7                 | 29,9                 | 28,8                 | 28,1                 | 26,4                 | 21,7                 | 15,8                 | 10,8                 | 20,4                 |
| Середній мінімум, °C    | 3,2                  | 5,2                  | 9,6                  | 14,1                 | 18,3                 | 22,1                 | 22,8                 | 22,4                 | 19,4                 | 13,6                 | 7,8                  | 4                    | 13,5                 |
| Норма опадів, мм        | 93.7                 | 134.7                | 156.5                | 111.1                | 79.1                 | 103.3                | 327.6                | 249.2                | 108                  | 51                   | 35.4                 | 76.9                 | 1526.5               |
| ----------------------- | -------------------- | -------------------- | -------------------- | -------------------- | -------------------- | -------------------- | -------------------- | -------------------- | -------------------- | -------------------- | -------------------- | -------------------- | -------------------- |
| Джерело: Weatherbase    |                      |                      |                      |                      |                      |                      |                      |                      |                      |                      |                      |                      |                      |

## Демографія
Населення:
| 1 998 | 2012  |
| ----- | ----- |
| 16400 | 29416 |